# Писарев, Вячеслав Борисович
Вячеслав Борисович Писарев (1950—2008) — советский и российский учёный-патологоанатом, доктор медицинских наук, профессор; член-корреспондент РАМН (2005), академик Международной академии Высшей школы (2000).
Автор более 200 научных публикаций, среди них 7 монографий, а также 5 изобретений. Создал школу нейроморфологов в Волгоградском регионе и развивал научные исследования в области патологической анатомии.

## Биография
Родился 18 апреля 1950 года в Челябинске.
После окончания в 1967 году средней школы, поступил на лечебный факультет Волгоградского государственного медицинского института (ныне Волгоградский государственный медицинский университет), который окончил 1973 год. По окончании вуза работал в нём качестве ассистента на кафедре патологической анатомии. После защиты в 1977 году кандидатской диссертации на тему «Некоторые гистохимические аспекты зобноизмененной щитовидной железы и её клеточных структур» (научный руководитель — профессор, доктор медицинских наук С. С. Касабьян) продолжил работу на кафедре патологической анатомии Волгоградского медицинского института. В 1987 году Писареву было присвоено ученое звание доцента.
В 1989 году Вячеслав Борисович был избран заведующим кафедрой патологической анатомии института и с этого же года занимал должность главного патологоанатома Волгоградской области. В 1990 он защитил докторскую диссертацию на тему «Морфофункциональная организация гипоталамуса при ишемической болезни сердца : (Клинико-экспериментальное исследование)» и в 1991 году стал профессором. С 1990 по 1997 год являлся проректором вуза по учебно-воспитательной работе, с 1997 по 2005 год работал проректором по научно-исследовательской работе ВолГМУ. Под руководством Вячеслава Писарева выполнено и защищено 9 докторских и 39 кандидатских диссертаций.
Наряду с научной и педагогической работой В. Б. Писарев занимался и общественной. Он являлся председателем кандидатского (с 1994 года), а с 2001 года — докторского диссертационного совета при ВолГМУ. С 2002 года был заместителем директора по научно-исследовательской работе Волгоградского научного центра РАМН, а также заместителем редактора ежеквартального научно-практического журнала «Вестник Волгоградского государственного медицинского университета».
Умер 30 марта 2008 года в Волгограде.
Удостоен звания «Заслуженный деятель науки РФ». 18 апреля 2017 года на кафедре патологической анатомии состоялось торжественное открытие памятной доски с барельефом Вячеслава Борисовича Писарева, заведующего кафедрой патологической анатомии Волгоградского государственного медицинского университета с 1990 по 2008 годы.